# Grossulariaceae
Grossulariaceae (фамилија огрозда) је фамилија дикотиледоних биљака из реда Saxifragales. Према савременим погледима на класификацију, обухвата један род (род рибизли и огрозда, Ribes) са око 150 врста. Поједини аутори издвајају врсту огрозд (Ribes uva-crispa) у засебан род, Grossularia. Фамилија је распрострањења у Холарктику и дуж Анда.

## Класификација
У појединим класификационим схемама, род рибизли се сврстава у сродну фамилију Saxifragaceae. Са друге стране, у Кронквистовој класификацији фамилија је веома широко дефинисана, и молекуларно-систематским методама установљено је да је веома хетерогена и полифилетска. Родови из те фамилије су сада разврстани у фамилије Celastraceae, Escalloniaceae, Iteaceae, Montiniaceae, Phyllonomaceae, Tetracarpaeaceae и Tribelaceae.